# Deep Thunder
Deep Thunder is een onderzoeksproject van IBM dat poogt om de kortetermijn lokale weersvoorspelling te verbeteren door middel van high-performance computing. Het maakt deel uit van IBM's Deep Computing initiatief dat ook de schaakcomputer Deep Blue voortbracht. 